# Luchthaven Novgorod
Luchthaven Novgorod (Russisch: Аэропорт Новгород) of Luchthaven Joerjevo is een van de twee luchthavens van de Russische stad Veliki Novgorod (de andere is Kretsjevitsy), gelegen op 4 kilometer ten zuidwesten van het stadscentrum. De luchthaven is momenteel gesloten.
De luchthaven werd veel gebruikt ten tijde van de Sovjet-Unie en had vliegverbindingen met onder andere Moskou, Minsk en Krasnodar, maar in de jaren 90 keerde het economisch tij, waardoor de vluchten drastisch afnamen. In 1996 telde de luchthaven alleen nog een dagelijkse vlucht naar Moskou, maar ook die verdween spoedig daarop door te kleine aantallen passagiers, wat veroorzaakt werd door de hoge ticketprijzen.
De luchthaven doet nu alleen dienst als meteorologisch station, die weersvoorspellingen opstelt voor de stad.